# Västervik (Gemeinde)
Koordinaten: 57° 45′ N, 16° 39′ O

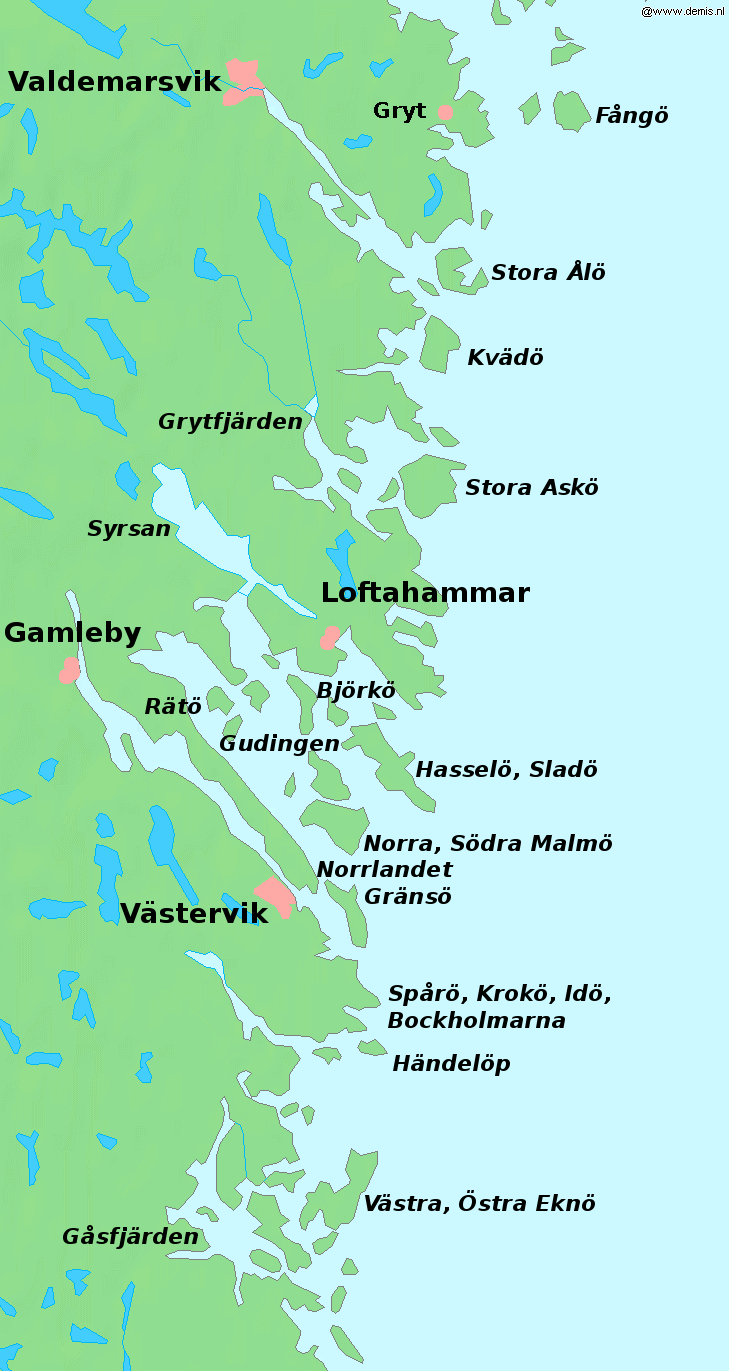
Der Tjust-Archipel (Tjusts skärgård) umfasst die Gemeinden Västervik und Valdemarsvik

Västervik ist eine Gemeinde (schwedisch kommun) in der schwedischen Provinz Kalmar län und der historischen Provinz Småland. Der Hauptort der Gemeinde ist Västervik.

## Geographie
Die Gemeinde ist durch eine sehr zersplitterte Küste und viele vorgelagerte Inseln gekennzeichnet. Weiterhin gibt es viele kleinere Seen. Für das Gemeindegebiet wird der Name „Tjust“ heute fast synonym verwendet, auch wenn das Gebiet des ehemaligen Kleinkönigsreiches historisch kleinere Abweichungen hat.

## Geschichte
Der Name Västervik wird zuerst in Zusammenhang mit einem Ort am Gamlebyviken, der damals Västerviken genannt wurde erwähnt. Heute liegt hier der Ort „Gamleby“ (frei übersetzt „der alte Ort“). Die Schreibweise von Västervik wurde immer wieder angepasst, Westervik und Westerwick kommt noch heute in den Namen von Traditionsvereinen vor.
Der schwedische König Erik von Pommern befahl den Bürgern von Västervik 1433, näher ans Meer zu ziehen – an den jetzigen Platz bei der Mündung des Gamlebyviken. 1517 wurde Västervik von den Dänen geplündert. 1548 ließ der schwedische König Gustav eine Schiffswerft in Västervik bauen. Die Stadt hielt sich aus dem Bauernaufstand „Dackefejden“ heraus und musste so keine Strafabgaben zahlen. Im 17. Jahrhundert blühte Västervik dank des Exportes von Eisen und des Holzes aus dem waldreichen Hinterland auf.
Der Bau der Eisenbahn Hultsfred–Norsholm–Vimmerby 1879–1906 führte zu weiterem Wachstum. Eine schmalspurige Stichstrecke schloss Västervik an die Stammstrecke an.
Gegen Ende des Ersten Weltkriegs wurde Västervik von einem sozialistischen Arbeiterrat geführt, der die Kontrolle über die Schiffswerft, die Papierfabrik, die Fischerei, die Nägelfabrik, Steinhauereien, die Streichholzfabrik, die mechanischen Werkstätten für eine kurze Zeit übernahm.
Von 1863 bis 1970 war Västervik Hauptstadt für „Kalmar Läns nördliches Landsting“ (das Landsting organisiert hauptsächlich Krankenvorsorge und öffentlichen Transport), dessen Zustandekommen die Konkurrenzsituation zwischen Västervik und Kalmar in dem langgezogenen Küstenland widerspiegelt. Zurzeit (2014) prüft die Gemeinde, was ein „Landeswechsel“ nach Östergötland bedeuten würde und wie dieser zu bewerkstelligen wäre.
Västervik wurde durch die Kommunalreform 1862 eine selbständige Stadt. 1967 wurde das Stadtgebiet ausgeweitet, bevor 1971 mehrere Kommunen zur Västerviks Kommun zusammengeschlossen wurden, deren Hauptort seitdem Västervik ist.
In kirchlicher Hinsicht gehört Västervik seit 1433 zum Linköpinger Bistum.

## Dialekt
In Västervik wird ein Dialekt gesprochen, der den Dialekten, die in Östergötland gesprochen werden, sehr ähnlich ist. Man kann fast von einem „küstensmaländischen“ Dialekt sprechen.

## Wirtschaft
Västervik ist eine der größten Gemeinden im Süden von Schweden und stellt aufgrund des weiten Abstandes zu den Zentralorten der Nachbargemeinden eine eigene Arbeitsmarktregion dar.
Aufgrund von Arbeitslosigkeit und geringer Geburtenrate sank die Einwohnerzahl in den letzten Jahrzehnten deutlich. Die Bevölkerung sank von ca. 42.000 Einwohnern 1970 auf 36.505 Einwohner Ende Dezember 2005. Um diesen Trend umzukehren, setzt die Gemeinde heute auf die Wirtschaftszweige Ausbildung, Kommunikation und Tourismus. Zuletzt stiegen sie, aber nur sehr langsam auf 36.679 zum Stichtag 31. Dezember 2019.

## Politik
Das Gemeindeparlament setzt sich gemäß der Kommunalwahl 2018 aus folgenden Mandatsträgern zusammen
| Partei                             | Prozentwerte | Abgeordnete |
| ---------------------------------- | ------------ | ----------- |
| Arbetarepartiet-Socialdemokraterna | 32,16 %      | 18          |
| Moderata Samlingspartiet           | 20,23 %      | 12          |
| Sverigedemokraterna                | 11,69 %      | 7           |
| Centerpartiet                      | 9,53 %       | 5           |
| Socialisterna-Välfärdspartiet      | 5,05 %       | 3           |
| Vänsterpartiet                     | 4,96 %       | 3           |
| Liberalerna                        | 4,63 %       | 3           |
| Kristdemokraterna                  | 3,92 %       | 2           |
| Westerwikspartiet                  | 3,67 %       | 2           |
| Miljöpartiet                       | 2,85 %       | 2           |

## Sehenswürdigkeiten
Durch die Gemeinde führt die Schmalspurbahn von Västervik nach Hultsfred, die heute eine Museumseisenbahn ist. Ein Besuch lohnt sich auch im Regionalmuseum in Västervik auf dem Kullbaken mit wechselnden Ausstellungen oder im Landwirtschaftsmuseum von Överum. Eine weitere Sehenswürdigkeit ist das Schloss Gränsö, welches in einem Naturschutzgebiet mit Wanderweg und Badeplätzen liegt.

## Orte
Die Gemeinde Västervik besteht aus insgesamt elf Ortschaften (Schwedisch: tätorter), deren Einwohnerzahlen (vom 31. Dezember 2005) stark differieren:
| #  | Ortschaft   | Einwohner |
| -- | ----------- | --------- |
| 1  | Västervik   | 20,694    |
| 2  | Gamleby     | 2,805     |
| 3  | Ankarsrum   | 1,337     |
| 4  | Överum      | 1,270     |
| 5  | Gunnebo     | 989       |
| 6  | Piperskärr  | 462       |
| 7  | Loftahammar | 432       |
| 8  | Hjorted     | 338       |
| 9  | Edsbruk     | 311       |
| 10 | Totebo      | 256       |
| 11 | Almvik      | 202       |

## Städtepartnerschaften
Die Gemeinde ist international verpartnert mit:
- Tønder, Dänemark
- Närpes, Finnland
- Akranes, Island
- Ventspils, Lettland
- Bamble, Norwegen